# Wodospad Ujunowski
Wodospad Ujunowski (ros. Водопад Уюновский) -- wodospad na rzece Ujunowka (ros. Уюновка), na Sachalinie w Rosji.
Leży na wysokości 420 m n.p.m. na zboczu Góry Czechowa. Ma 10 m wysokości. Zbudowany jest z trzech stopni: dolna część wodospadu składa się z dwóch stopni, zaś górny trzeci stopień ma około 2 m wysokości i nie jest widoczny z dołu. Z obu stron wodospadu można wspiąć się po jego dolnej kaskadzie i podziwiać górną. Z Jużnosachalińska do wodospadu prowadzi około 7-kilometrowej długości szlak turystyczny.